# Campionati mondiali juniores di slittino 1991
I Campionati mondiali juniores di slittino 1991 si sono disputati a Schönau am Königssee, in Germania, dal 18 al 20 gennaio 1991. La pista bavarese situata sull'omonimo lago ospita la manifestazione iridata di categoria per la seconda volta dopo l'edizione del 1984.

## Podi[1][2]
| Evento         | Oro                                                                                         | Tempo | Argento | Tempo | Bronzo                                                                                               | Tempo |
| Singolo Uomini | Ralf Kutzner                                                                                |       | Norbert Gatz                                                                                                  |       | Christian Pfnür                                                                                      |       |
| Singolo Donne  | Barbara Niedernhuber                                                                        |       | Jean Roos |       | Helena Dudas                                                                                         |       |
| Doppio         | Jens Tauscher René Hohner                                                                   |       | Steffen Skel Steffen Wöller                                                                                   |       | Leszek Szarejko Adrian Przechewka                                                                    |       |
| Gara a squadre | Germania Ralf Kutzner Norbert Gatz Barbara Niedernhuber Jean Roos Jens Tauscher René Hohner |       | Unione Sovietica Oleg Ermolin Aleksandr Russak Tat'jana Baluch Albina Sacharova Danil Čaban Andrej Klimentiev |       | Austria Markus Neyer Rainer Margreiter Sonja Manzenreiter Tanja Painsi Markus Schiegl Tobias Schiegl |       |

## Medagliere
| Posiz. | Nazione          | Oro | Argento | Bronzo | Totale |
| ------ | ---------------- | --- | ------- | ------ | ------ |
| 1      | Germania         | 4   | 3       | 2      | 9      |
| 2      | Unione Sovietica | 0   | 1       | 0      | 1      |
| 3      | Austria          | 0   | 0       | 1      | 1      |
| 3      | Polonia          | 0   | 0       | 1      | 1      |